# Siphamia mossambica
Siphamia mossambica és una espècie de peix pertanyent a la família dels apogònids.

## Descripció
- Pot arribar a fer 4 cm de llargària màxima.
- Cos cobert de taques fosques.
- Dues taques fosques a la base de l'aleta caudal.
- 8 espines i 9 radis tous a l'aleta dorsal i 2 espines i 8 radis tous a l'anal.[6]

## Hàbitat
És un peix marí, associat als esculls i de clima tropical que viu entre 100 i 123 m de fondària.

## Distribució geogràfica
Es troba a l'Índic occidental: des de Kenya i Tanzània fins a Sodwana Bay (Sud-àfrica), Moçambic, Madagascar, les illes Seychelles, Reunió i Maurici.

## Observacions
És inofensiu per als humans.